# Cầu Yeongjong
Cầu Yeongjong Grand là cây cầu treo nằm ở Incheon, Hàn Quốc, nối Đảo Yeongjong với phần đất liền Hàn Quốc. Cây cầu là một phần của đường cao tốc sân bay quốc tế Incheon và được hoàn thành vào năm 2000. Tổng chiều dài cây cầu là 4.420 mét (14.500 ft), trong đó phần chính của cây cầu treo dài 550 mét (1.800 ft), giàn cầu 2.250 mét (7.380 ft) và một cây cầu sắt 1.620 mét (5.310 ft).